# Sunan Abi Dawud

Edition en sept volumes des Sunan d'Abou Dawoud.

Les Sunan d'Abu Da'ud (en arabe : سنن أبو داود) sont l'un des six grands recueils de hadiths sunnites (se rapportant à la tradition du prophète de l’islam, Mahomet). Ils ont été recueillis par Abou Dawoud (817-888).
Abou Dawoud a déclaré que certains des hadiths de son livre n’étaient pas authentiques, ce qui rend celui-ci différent du Sahih al-Bukhari et du Sahih Muslim. L'auteur a recueilli 50 000 hadiths, mais 4800 seulement sont inclus dans ce recueil.
Les sunnites considèrent ce recueil comme le quatrième par ordre d’importance des six grands recueils de hadiths, après les sahihayn et les sunan d'An-Nasa'i.